# Tania Buitrago González
Tania María Buitrago González (San Juan del Cesar, siglo XX) es una abogada y política colombiana, quien se desempeñó como Gobernadora de La Guajira.
Nacida en San Juan del Cesar, es abogada y posee una especialización en Derecho Administrativo. Posee experiencia en administración pública, control fiscal y en el sector educativo.
Afiliada al Partido de la U, el 20 de noviembre de 2017, el presidente Juan Manuel Santos la designó como Gobernadora Encargada de La Guajira, en reemplazo del también mandatario interino Weildler Guerra Curvelo. Tania Buitrago fue presentada como parte de una terna entregada por el Partido Conservador y el Partido de la U, para que Santos designase a un Gobernador encargado para culminar el período del suspendido gobernador Wilmer González Brito, investigado por presuntos delitos electorales.
Su mandato culminó el 10 de septiembre de 2018, cuando, por vencimiento de términos, fue liberado González Brito y reincorporado en el cargo.
También fue presidenta del Directorio Departamental del Partido de la U en La Guajira.